# Anton von Eiselsberg

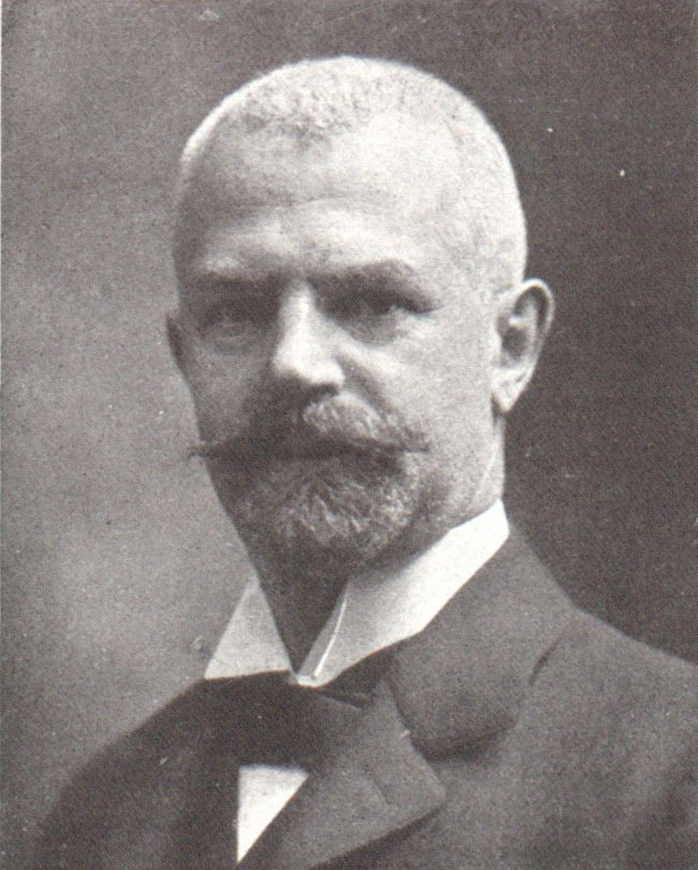
Baron Eiselsberg (Ludwig Grillich, Sport & Salon, 1917)

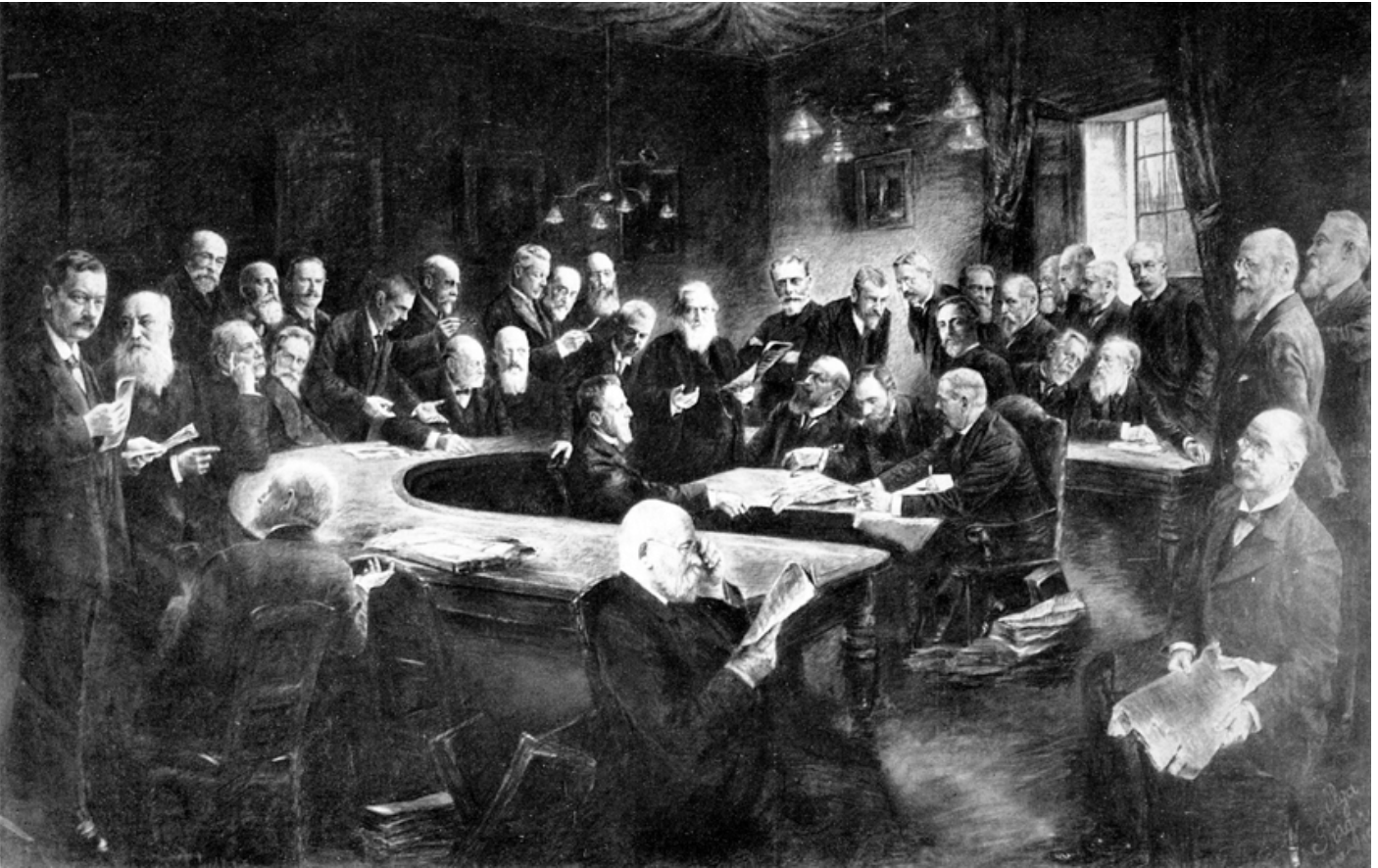
Das Professorenkollegium der medizinischen Universität Wien, Kreidezeichnung von Olga Prager, Wien 1908–1910. Im Dekanatszimmer der medizinischen Fakultät der Universität Wien. Edmund von Neusser, Siegmund Exner-Ewarten, Isidor Schnabel, Ferdinand Hochstetter, Alfons Edler von Rosthorn, Anton Weichselbaum, Leopold Schrötter von Kristelli, Heinrich Obersteiner, Julius Wagner-Jauregg, Viktor von Ebner-Rofenstein, Carl Toldt, Gustav Riehl, Ottokar von Chiari, Anton von Frisch, Ernst Fuchs, Anton Freiherr von Eiselberg, Hans Horst Meyer, Ernst Ludwig, Rudolf Chrobak, Theodor Escherich, Alexander Kolisko, Julius von Hochenegg, Arthur Schattenfroh, Carl von Noorden, Emil Zuckerkandl, Richard Paltauf, Gustav Gärtner, Leopold Oser, Josef Moeller, Alois Monti, Julius Mauthner, Viktor Urbantschitsch, August Leopold von Reuss, Adolf von Strümpell, Ernest Finger, Adolf Lorenz, Friedrich Schauta

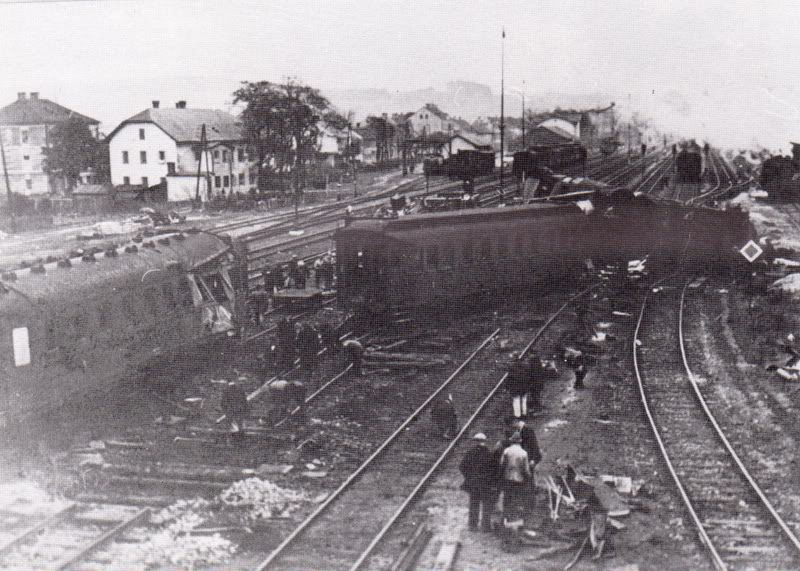
Eisenbahnunfall im Bahnhof von St. Valentin am 25. Oktober 1939

Anton Freiherr von Eiselsberg (* 31. Juli 1860 in Steinhaus bei Wels; † 25. Oktober 1939 in Sankt Valentin) war ein österreichischer Chirurg und Hochschullehrer in Wien.

## Herkunft
Anton von Eiselbergs Eltern waren Freiherr Guido von Eiselsberg (1824–1887) und dessen Ehefrau Freiin Maria von Pirquet (1828–1904), eine Tochter des Feldzeugmeisters Peter Martin Pirquet von Cesenatico und dessen Ehefrau Johanna von Mayern. Er war der zweite Sohn des Paares und wurde auf dem Familiensitz Schloss Steinhaus geboren. Der ältere Bruder Hans starb 1854 unverheiratet, sein Bruder Otto war Adjutant des Feldzeugmeisters.

## Leben
Nach der Matura am Stiftsgymnasium Kremsmünster studierte er Medizin an der Universität Wien, der Julius-Maximilians-Universität Würzburg, der Universität Zürich und der Universität von Paris. Als Schüler und Assistent von Theodor Billroth wurde v. Eiselsberg 1884 in Wien zum Dr. med. promoviert. Nachdem Billroth von 1881 bis 1885 seine berühmt gewordenen Magenresektionen durchgeführt hatte, verwirklichte Eiselsberg am 2. April 1888 eine 1885 von Viktor von Hacker vorgeschlagene Modifikation. Im Jahr 1890 habilitierte er sich in Wien mit einer Arbeit über Tetanie im Anschluss an Kropfoperationen (mit Exstirpation der Schilddrüse) als Privatdozent für Chirurgie an der Universität Wien. Eiselsberg war am 15. März 1899 der erste Chirurg, der eine Gastrojejunostomia antecolica posterior ausgeführt hat. Im Ersten Weltkrieg war er Reserveoffizier in der österreichischen Marine.
Zu seinen Schülern in Wien gehörte Paul Clairmont, der 1918 Nachfolger des Chirurgen Sauerbruch als Lehrstuhlinhaber in Zürich wurde. Anton von Eiselsberg war Professor für Medizin an der Universität Utrecht ab 1893 und in Königsberg ab 1896, bevor er von 1901 bis 1931 der I. Chirurgischen Universitätsklinik Wien als Direktor vorstand. Dort hielt er am 1. Juli 1931 seine Abschiedsvorlesung, die er unter stürmischem Beifall beendete; anschließend wurde eine von Josef Müllner geschaffene Porträtbüste Eiselsbergs enthüllt.
Zu seinen Patienten gehörte der griechische König Konstantin I., der ihn im Mai 1915 nach Athen hat kommen lassen, wo er ihn wegen einer Rippenfellvereiterung operierte, und den er während dessen Aufenthalts in Pontresina 1917 an Ferdinand Sauerbruch in dessen Privatklinik in Zürich zur Beurteilung der an der Operationswunde gebildete Fistel überwiesen hatte. In Zürch assistierte Eiselberg dann Sauerbruch bei der Operation des Königs.
1895 heirateten Anton von Eiselsberg und Freiin Agnes von Pirquet (1875–1948). Sie war seine Cousine, die Schwester des Wiener Kinderarztes Clemens von Pirquet und die Ururenkelin Fanny von Arnsteins. Der Ehe entstammten sieben Töchter (darunter Flora Eiselsberg) und der Sohn Otto Eiselsberg.
In seinen Dezember 1937 abgeschlossenen Lebenserinnerungen diskutierte er auch die Euthanasie Schwerstkranker und -behinderter. Dabei äußerte er „schwere, nicht überbrückbare Bedenken“ gegen die Euthanasie und erklärte das Töten von Patienten für „mit der ärztlichen Ethik unvereinbar“.
Eiselsberg, selbst ein Pionier der Unfallchirurgie, starb „auf der Fahrt zu einem Hilfsbedürftigen“ bei einer dreizehn Todesopfer fordernden Zugentgleisung eines Schnellzugs bei der Einfahrt in den Bahnhof von St. Valentin. Anton Eiselsberg wurde am 28. Oktober 1939 im Mausoleum der Familie von Eiselsberg auf dem Dorffriedhof seines Geburtsortes Steinhaus zu Grabe getragen.
Eiselsberg war Begründer der Wiener Chirurgenschule, wobei er als Schüler von Robert Koch wesentlichen Einfluss auf die Asepsis hatte. Er gilt als einer der Begründer der Neurochirurgie. Mit dem Chirurgen Julius Hochenegg gründete er 1919 die Österreichische Krebsgesellschaft. 1927 bis 1928 war er Vorsitzender der Gesellschaft Deutscher Naturforscher und Ärzte.
Zum Freundeskreis von Eiselsberg gehörten Ferdinand Sauerbruch und Bernhard Naunyn (Als Naunyn beinahe siebzig Jahre alt war, wurde er von Eiselsberg am Blinddarm operiert).

## Ehrungen
- 1903: Hofratstitel
- 1905: Ehrenmitgliedschaft im Royal College of Surgeons of Edinburgh
- 1927: Verleihung der Lister-Medaille, die ihm als zweitem Preisträger zuerkannt wurde
- 1931: Enthüllung einer Büste Eiselsbergs von Johann Müllner anlässlich seiner Emeritierung im Hörsaal der 1. Chirurgischen Universitätsklinik im 1. Hof des Alten Allgemeinen Krankenhauses in Wien
- 1931: Ernennung zum Bürger ehrenhalber der Stadt Wien
- 1932: Ehrenmitgliedschaft der Österreichischen Akademie der Wissenschaften
- 1932: Mitglied und Ehrenmitglied der Leopoldina
- 1934: Österreichisches Ehrenzeichen für Kunst und Wissenschaft
- 1949: Benennung der von Otto Schönthal 1948–1950 errichteten städtischen Wohnhausanlage (Anton-Eiselsberg-Hof in Wien-Margareten)
- 1950: Enthüllung des Reliefs von Ilse Pompe im Arkadenhof der Universität Wien
- 1960: Enthüllung einer von Schülern Eiselsbergs gewidmeten Gedenktafel am Haus Mölkerbastei 5, Wien-Innere Stadt, in dem er 1903–1936 gelebt hatte, durch den Wiener Bürgermeister Franz Jonas am 23. Juni aus Anlass seines 100. Geburtstages.[13]
- 1962: Stiftung des Anton-von-Eiselsberg-Preises durch die Van-Swieten-Gesellschaft, der seither jährlich gemeinsam mit der Österreichischen Ärztekammer verliehen wird.

Eiselsberg war auch Träger von sieben Ehrendoktoraten sowie des Komturkreuzes des Österreichischen Verdienstordens.

## Schriften (Auswahl)
- Ein Tag Operateur an der Klinik Billroth. Gedicht von Eiselsberg, illustrirt von Pilz. Waldheim, Wien 1887, OBV.
- Über Tetanie im Anschlusse an Kropf-Operationen. Sammlung medicinischer Schriften, Band 4. Hölder, Wien 1889, ZDB-ID 286833-7, ÖNB.
- Ueber die aeusseren Bedingungen und die socialen Indicationen für chirurgische Operationen. Rede. Wilhelm Braumüller, Wien 1893, ÖNB.
- Über Ausschaltung inoperabler Pylorusstrukturen nebst Bemerkungen über die Jejunostomie. In: Archiv für Klinische Chirurgie. Band 50, 1895, S. 919 ff.
- Die Krankheiten der Schilddrüse. Deutsche Chirurgie, Band 38. Enke, Stuttgart 1901, ZDB-ID 537628-2.
- Zeitschrift für Heilkunde. Als Fortsetzung der Prager Vierteljahrsschrift für praktische Heilkunde. Abtheilung Chirurgie. Ab Heft 24/1903. Kornfeld (teils), Wien/Leipzig 1903–, ISSN 0259-1677, ÖNB.
- als Hrsg. mit Theodor Escherich und Ernst Fuchs: Wiener klinische Wochenschrift. Organ der k.k. Gesellschaft der Ärzte in Wien. Begründet von H(einrich) v(on) Bamberger. Ab Heft 17/1904. Springer, Wien/New York 1904–, ZDB-ID 200462-8, ÖNB.
- mit Heinrich Charas: Erste ärztliche Hilfe. Leitfaden für Ärzte unter Mitwirkung und Förderung der Herren klinischen Vorstände […]. Braumüller, Wien/Leipzig 1909, OBV.
- mit Alexander Fraenkel und Friedrich Ritter von Friedlaender: Oesterreichisches Zentral-Komitee zur Bekämpfung der Tuberkulose (…) Die Errichtung der Höhen- und Sonnen-Heilstätte auf der Palmschoss. Gesammelte Aufsätze von Anton Freiherr v(on) Eiselsberg (etc.). Zentral-Komitee zur Bekämpfung der Tuberkulose, Wien 1914, ÖNB.
- Verwundetenfürsorge im Kriege. Wilhelm Braumüller, Wien 1914.
- Aus der Werkstatt des Chirurgen. Vortragszyklus im Wiener Volksbildungsverein. Aus der eigenen Werkstatt, Band 12. Heller, Leipzig/Wien 1912, ÖNB.
- Die Hypophyse. Vorträge, gehalten in der Wiener Gesellschaft für innere Medizin und Kinderheilkunde von A(nton) Eiselsberg (u. a.). Urban & Schwarzenberg, Wien 1930.
- Die Geschichte der Magenoperationen. In: Wiener Medizinische Wochenschrift. Band 1, 1936, S. 3 ff.
- als Hrsg. mit Paul Clairmont und Burghard Breitner: Lehrbuch der Chirurgie. Anton von Eiselsberg gewidmet von seinen Schülern. 2 Bände. Springer, Wien 1939, OBV.
- Über ärztliche Ausbildung. S. n., Budapest 1935, OBV.
- Lebensweg eines Chirurgen. Tyrolia-Verlag, Innsbruck 1937; auch Deutscher Alpenverlag, Innsbruck 1938; Neudruck Severus, Hamburg 2010, ISBN 978-3-942382-27-4.